# Collegium Marianum

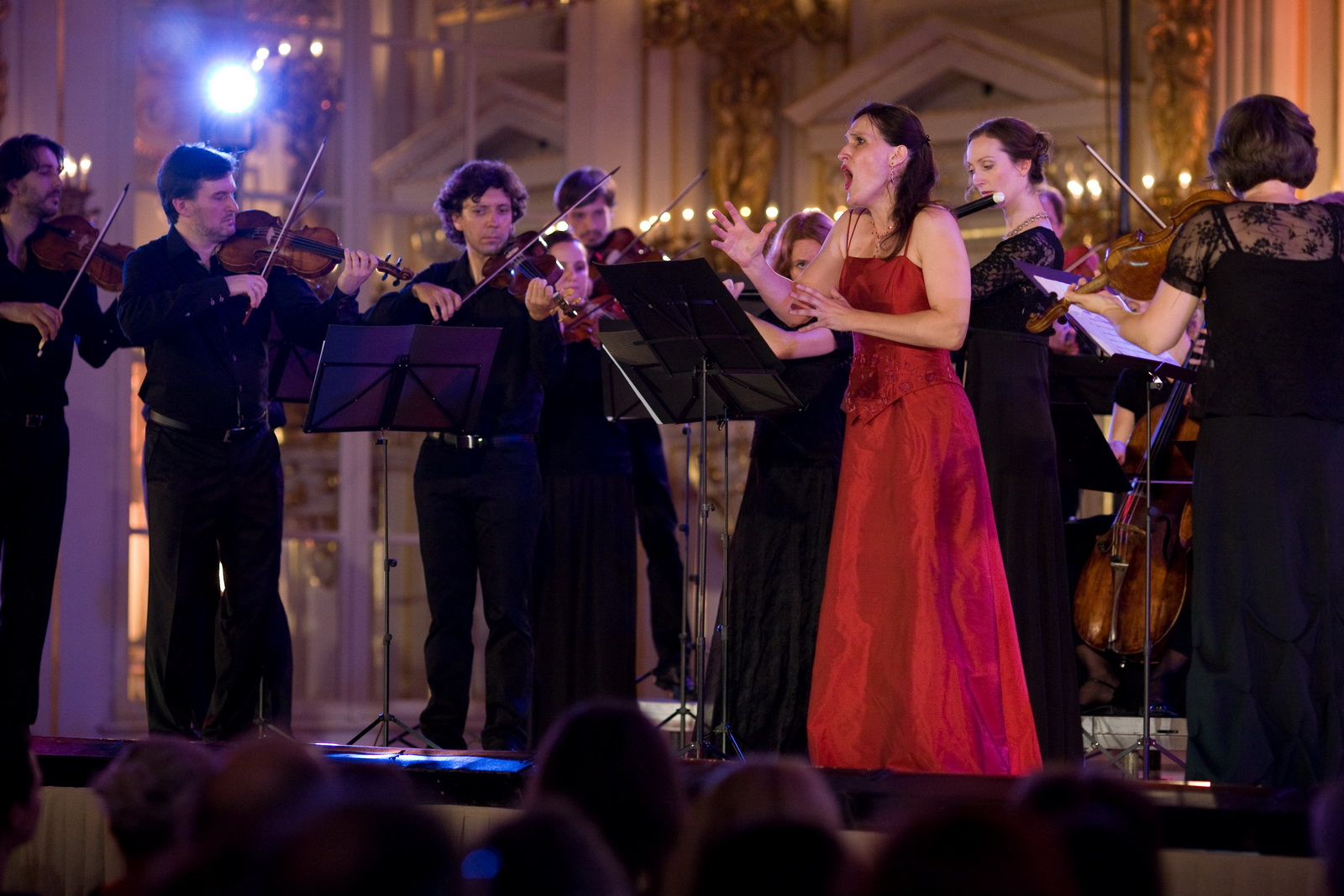
Collegium Marianum a Claire Lefilliâtre při koncertu Římská slavnost, Praha, 6. srpen 2013

Collegium Marianum je barokní hudební a taneční soubor založený v roce 1997, působí při kulturní a vzdělávací instituci Collegium Marianum v Praze. Od roku 1999 je jeho uměleckou vedoucí flétnistka Jana Semerádová. Jedná se o profesionální soubor se zaměřením na hudbu českých a středoevropských autorů 17. a 18. století.

## Zaměření a činnost
Členy souboru jsou mladí čeští interpreti, kteří hrají na originály či kopie barokních nástrojů. Kromě provádění koncertních děl, má soubor ve svém repertoáru i scénická, hudebně dramatická a taneční představení. Umělecká vedoucí, flétnistka Jana Semerádová, působí též jako sólistka u významných evropských orchestrů a je také dramaturgyní souboru. Její badatelská činnost a studium barokní gestiky, deklamace a tance, rozšířily umělecký profil souboru o scénické projekty, které připomínají posluchačům a divákům atmosféru barokního divadla. Vzniká tak řada novodobých premiér zapomenutých děl hudební a taneční historie střední Evropy.

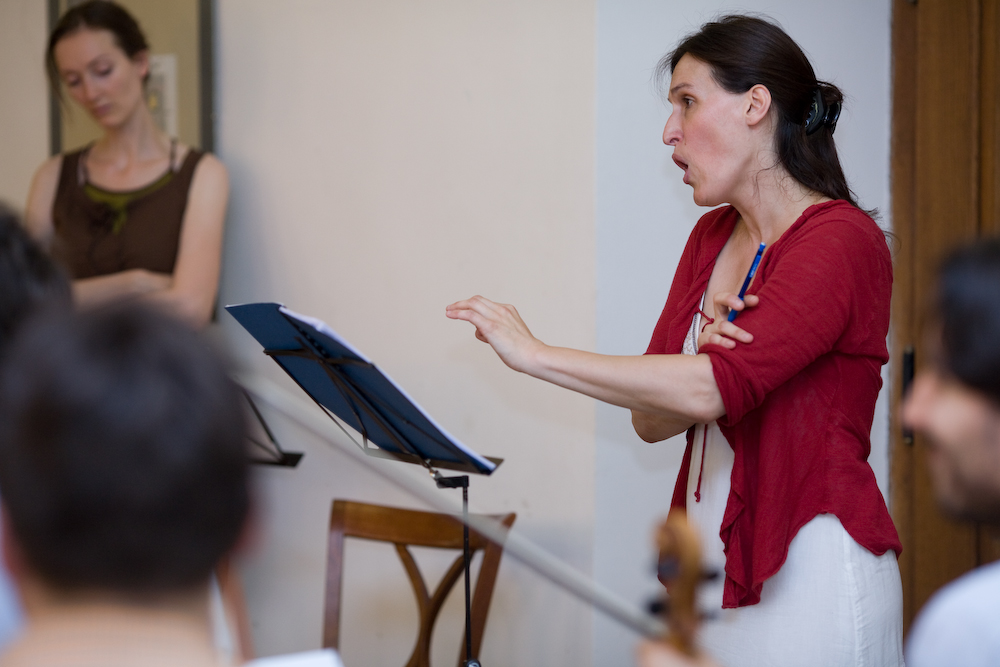
Claire Lefilliâtre a Collegium Marianum během zkoušky, Praha, 4. srpen 2013, foto: Anna Chlumská

Za tím účelem soubor spolupracuje s řadou významných dirigentů, sólistů, režisérů i choreografů, mezi nimiž jsou Andrew Parrot, Hana Blažíková, Patricia Janečková, Claire Lefilliâtre, Damien Guillon, Peter Kooij, Sergio Azzolini, François Fernandez, Simona Houda-Šaturová, Benjamin Lazar, Jean-Denis Monory či Gudrun Skamletzová.
Collegium Marianum je také rezidenčním souborem Mezinárodního hudebního festivalu Letní slavnosti staré hudby, který se koná každoročně v Praze.

### Festivaly
Soubor často vystupuje na zahraničních festivalech a koncertních pódiích jako například Tage Alter Musik Regensburg, Bachfest Leipzig, Potsdam Festspiele, Mitte Europa, Festival de Sablé, Bolzano Festival, Palau Música Barcelona, Pražské jaro, Svatováclavský hudební festival a Concentus Moraviae.

### Barokní podvečery
Od roku 2000 se v provedení souboru Collegium Marianum, v dramaturgii umělecké vedoucí Jany Semerádové, konají v Praze každoročně cykly koncertů staré hudby, nazvané Barokní podvečery. Se souborem vystupují jako hosté přední čeští i zahraniční pěvci a instrumentalisté. V prostředí starobylých pražských klášterů, kostelů, paláců a dalších míst přibližují umělci bohatý hudební život barokní Prahy i jeho souvislosti se světovým repertoárem tohoto žánru, včetně dosud neuváděných děl. Jednotlivé cykly jsou zaměřeny tematicky (sled církevních svátků) i k jubileím významných autorů (Arcangelo Corelli).

## Diskografie
Soubor Collegium Marianum, kromě nahrávek pro Českou televizi, Český rozhlas a zahraniční rozhlasové stanice, spolupracuje od roku 2008 s hudebním vydavatelstvím Supraphon, u kterého vydal již několik titulů. Před zahájením této spolupráce pořídil soubor spolu s Collegium 1704 nahrávku 12 concerti a quattro, Op. 7 Henrica Albicastra (2000) a v rámci řady Hudba Prahy 18. století dvoudílnou antologii Hudba barokní Prahy I (2003) a Hudba barokní Prahy II (2005).
Soubor se podílel též na vzniku profilového CD sopranistky Simony Houda–Šaturové Gloria.

### Nahrávky u hudebního vydavatelství Supraphon
- 2009 Concertos & arias (Koncerty a árie), Jan Josef Ignác Brentner
- 2009 Advent a Vánoce v barokní Praze, Rorate coeli
- 2010 Concertos & sinfonias (Koncerty a symfonie), František Jiránek, (RRI Editor's choise. Diapason)
- 2010 Maddalena ai piedi di Cristo (Magdaléna u nohou Kristových), Antonio Caldara, (DVD)
- 2011 Sepolcri (Sepolkra), Jan Dismas Zelenka, (Tip Harmonie)
- 2012 Musici da camera
- 2012 Sólo pro krále (sólistka Jana Semerádová)

## Ocenění
- 2010 Ocenění za zásluhy o kvalitu a šíření české hudby (Česká sekce Mezinárodní hudební rady při UNESCO)[3]